# Młodzieżowe Mistrzostwa Polski w Lekkoatletyce 2011
28. Młodzieżowe Mistrzostwa Polski w Lekkoatletyce – zawody lekkoatletyczne dla sportowców w wieku 20–22 lata, które odbyły się 2 i 3 lipca 2011 na stadionie AWFiS w Gdańsku. 

## Rezultaty

### Mężczyźni
| Konkurencja:                  | 1. miejsce                                                                       | Rezultat    | 2. miejsce                                                                    | Rezultat    | 3. miejsce                                                                             | Rezultat    |
| Bieg na 100 m                 | Grzegorz Zimniewicz Achilles Leszno                                              | 10,42       | Cezary Bagiński AZS AWF Warszawa                                              | 10,66       | Sebastian Bednarczyk AZS AWF Katowice                                                  | 10,67       |
| Bieg na 200 m                 | Paweł Dzikowski AZS UMCS Lublin                                                  | 21,29 PB    | Marcin Grynkiewicz LKS Pomorze Stargard                                       | 21,36 PB    | Artur Zaczek OŚ AZS Poznań                                                             | 21,37w      |
| Bieg na 400 m                 | Mateusz Fórmański ZLKL Zielona Góra                                              | 46,17 PB    | Michał Pietrzak AZS AWF Katowice                                              | 46,78 PB    | Jakub Krzewina AZS AWF Kraków                                                          | 46,82       |
| Bieg na 800 m                 | Adam Kszczot RKS Łódź                                                            | 1:48,18     | Wojciech Jarosz KLKS Juventa Kolbex Starachowice                              | 1:48,45 PB  | Krzysztof Żebrowski Macovia Maków Mazowiecki                                           | 1:49,29 PB  |
| Bieg na 1500 m                | Krzysztof Żebrowski Macovia Maków Mazowiecki                                     | 3:47,04     | Damian Roszko Podlasie Białystok                                              | 3:48,43     | Wojciech Jarosz KLKS Juventa-Kobex Starachowice                                        | 3:48,67 PB  |
| Bieg na 5000 m                | Szymon Sznura OŚ AZS Poznań                                                      | 14:21,05 PB | Adam Kierzak Olimpia Poznań                                                   | 14:22,26 PB | Marek Kowalski SKLA Sopot                                                              | 14:22,55 PB |
| Bieg na 10000 m               | Łukasz Oślizło AZS-AWF Katowice                                                  | 30:05,15    | Krystian Zalewski UKS Barnim Goleniów                                         | 31:18,47    | Marek Skorupa UKS Barnim Goleniów                                                      | 31:54,39    |
| Bieg na 110 m przez płotki    | Piotr Tarnowski WKS Wawel Kraków                                                 | 14,43       | Michał Kula AZS KU Politechniki Opolskiej                                     | 14,46       | Mateusz Diak SKLA Słupsk                                                               | 14,92 PB    |
| Bieg na 400 m przez płotki    | Robert Bryliński OŚ AZS Poznań                                                   | 50,78 PB    | Michał Pietrzak AZS AWF Katowice                                              | 51,15 PB    | Damian Krupa TS Olimpia Poznań                                                         | 51,67 PB    |
| Bieg na 3000 m z przeszkodami | Jacek Żądło Stal Mielec                                                          | 8:49,68 PB  | Łukasz Oślizło AZS AWF Katowice                                               | 8:50,50     | Dawid Żebrowski MKS-MOS Płomień Sosnowiec                                              | 8:52,81 PB  |
| Skok wzwyż                    | Szymon Kiecana Agros Zamość                                                      | 2,18        | Jarosław Rutkowski WLKS Iganie Nowe                                           | 2,15        | Maciej Kiendzierski MKLA Łęczyca                                                       | 2,08        |
| Skok o tyczce                 | Robert Sobera AZS AWF Wrocław                                                    | 5,40 PB     | Paweł Wojciechowski SL WKS Zawisza Bydgoszcz                                  | 5,40        | Adam Lisiak SL WKS Zawisza Bydgoszcz                                                   | 4,90        |
| Skok w dal                    | Konrad Podgórski AZS AWF Biała Podlaska                                          | 7,95 =PB    | Adrian Strzałkowski MKL Szczecin                                              | 7,75 PB     | Krzysztof Tomasiak AZS AWF Katowice                                                    | 7,46 SB     |
| Trójskok                      | Karol Hoffmann MKL Aleksandrów Łódzki                                            | 16,50 PB    | Maksym Sypniewski AZS AWF Biała Podlaska                                      | 15,78       | Krzysztof Uwijała Sambor Tczew                                                         | 15,78       |
| Pchnięcie kulą                | Sylwester Zieliński LIUKS Kruszwica                                              | 18,21       | Konrad Partyka Agros Zamość                                                   | 16,80       | Piotr Węgrzyn LLKS Pomorze Stargard Szczeciński                                        | 16,74 PB    |
| Rzut dyskiem                  | Michał Mikulicz MKL Szczecin                                                     | 53,44 PB    | Bartosz Roch AZS AWF Kraków                                                   | 51,97 SB    | Mateusz Suchocki Podlasie Białystok                                                    | 51,94       |
| Rzut młotem                   | Paweł Fajdek Agros Zamość                                                        | 71,70       | Wojciech Nowicki Podlasie Białystok                                           | 69.14       | Damian Wesołowski Podlasie Białystok                                                   | 65,16 PB    |
| Rzut oszczepem                | Łukasz Grzeszczuk AZS AWF Warszawa                                               | 76,62       | Marcin Plener MLKS Krajna Sępólno                                             | 74,28 SB    | Krzysztof Szalecki Podlasie Białystok                                                  | 73,24       |
| 4x100m                        | AZS UMCS LUBLIN Mateusz Biegajło, Rafał Koszyk, Mikołaj Marczyk, Paweł Dzikowski | 41,07       | TS OLIMPIA POZNAŃ Adam Wolniak, Artur Szczęśniak, Mateusz Makaj, Michał Szade | 41,20       | KS AZS AWF WROCŁAW Michał Każura, Adam Kowalski, Adrian Skrzypacz, Radosław Rumijowski | 41,81       |
| Dziesięciobój                 | Paweł Wiesiołek Warszawianka Warszawa                                            | 7216 pkt.   | Szymon Czapiewski SL WKS Zawisza Bydgoszcz                                    | 7126 pkt.   | Rafał Krzeszewski AZS AWF Warszawa                                                     | 6745 pkt.   |

### Kobiety
| Konkurencja:                  | 1. miejsce                                                                 | Rezultat     | 2. miejsce                                    | Rezultat    | 3. miejsce                                          | Rezultat    |
| Bieg na 100 m                 | Anna Kiełbasińska AZS AWF Warszawa                                         | 11,66        | Martyna Opoń OŚ AZS Poznań                    | 11,83       | Małgorzata Kołdej Agros Zamość                      | 11,96       |
| Bieg na 200 m                 | Anna Kiełbasińska AZS AWF Warszawa                                         | 23,25 PB     | Martyna Opoń OŚ AZS Poznań                    | 23,74       | Iga Baumgart BKS Bydgoszcz                          | 24,10 PB    |
| Bieg na 400 m                 | Iga Baumgart BKS Bydgoszcz                                                 | 54,03        | Kinga Sadłowska ZLKL Zielona Góra             | 54,71       | Jolanta Handzlik AZS AWF Katowice                   | 55,02       |
| Bieg na 800 m                 | Katarzyna Broniatowska AZS AWF Kraków Danuta Urbanik Victoria Stalowa Wola | 2:05,08      |                                               |             | Małgorzata Flis Victoria Stalowa Wola               | 2:06,39     |
| Bieg na 1500 m                | Danuta Urbanik Victoria Stalowa Wola                                       | 4:28,64      | Katarzyna Broniatowska AZS AWF Kraków         | 4:29,55     | Katarzyna Ślusarczyk OKS Start Otwock               | 4:39,97     |
| Bieg na 5000 m                | Karolina Waszak UKS Barnim Goleniów                                        | 17:04,85     | Antonina Behnke UKS Zabrze                    | 17:06,09    | Aleksandra Lisowska AZS UWM Olsztyn                 | 17:06,41 PB |
| Bieg na 10000 m               | Aleksandra Lisowska KS AZS UWM Olsztyn                                     | 36:02,92     | Andżelika Dzięgiel MKL Toruń                  | 36:35,24    | Kamila Pobłocka UKS Ekonomik–Maratończyk Lębork     | 36:40,44    |
| Bieg na 100 m przez płotki    | Zuzanna Leszczyńska AZS AWFiS Gdańsk                                       | 13,85 SB     | Marzena Kościelniak Olimpia Poznań            | 13,96 SB    | Karolina Jaroszek RLTL ZTE Radom                    | 14,02 =PB   |
| Bieg na 400 m przez płotki    | Joanna Linkiewicz AZS AWF Wrocław                                          | 58,26        | Marzena Kościelniak Olimpia Poznań            | 58,54       | Natalia Labudda AZS AWFiS Gdańsk                    | 60,31 PB    |
| Bieg na 3000 m z przeszkodami | Matylda Szlęzak AZS AWF Kraków                                             | 10:04,11     | Antonina Behnke UKS Zabrze                    | 10:14,46 PB | Aleksandra Lisowska AZS UWM Olsztyn                 | 10:19,71    |
| Skok wzwyż                    | Magdalena Ogrodnik WKS Śląsk Wrocław                                       | 1,80         | Martyna Nowak AZS AWF Wrocław                 | 1,74        | Paulina Niedzielko Podlasie Białystok               | 1,70        |
| Skok o tyczce                 | Olga Frąckowiak AZS AWFiS Gdańsk                                           | 4,00 SB      | Joanna Michalska SL WKS Zawisza Bydgoszcz     | 3,80        | Natalia Krupińska UKS Olimp Mazańcowice             | 3,60        |
| Skok w dal                    | Anna Jagaciak Juvenia Puszczykowo                                          | 6,54         | Justyna Kowalska Gwardia Piła                 | 5,94 PB     | Ewa Rosiak Stal Ostrów Wielkopolski                 | 5,84 SB     |
| Trójskok                      | Anna Jagaciak Juvenia Puszczykowo                                          | 14,25 PB NUR | Martyna Bielawska Podlasie Białystok          | 13,97 PB    | Karolina Żebrowska MKS-MOS Płomień Sosnowiec        | 12,94 PB    |
| Pchnięcie kulą                | Paulina Guba OKS Start Otwock                                              | 16,91 PB     | Aldona Magdalena Żebrowska Podlasie Białystok | 15,07       | Agnieszka Maluśkiewicz OŚ AZS Poznań                | 14,49       |
| Rzut dyskiem                  | Izabela Ogórek MKS Tomaszów Mazowiecki                                     | 48,51 SB     | Małgorzata Raciborska AZS AWF Biała Podlaska  | 47,48       | Emilia Wełna AZS AWF Biała Podlaska                 | 44,28       |
| Rzut młotem                   | Joanna Fiodorow LŁKS Prefbet Śniadowo Łomża                                | 66,61        | Magdalena Szewa SL WKS Zawisza Bydgoszcz      | 61,92       | Dagmara Stala MKS-MOS Płomień Sosnowiec             | 57,14 SB    |
| Rzut oszczepem                | Kinga Łuczak Juvenia Puszczykowo                                           | 47,30 SB     | Joanna Sienkiewicz Skra Warszawa              | 45,56 SB    | Sandra Nowak AZS AWF Gorzów Wielkopolski            | 44,72       |
| Siedmiobój                    | Agnieszka Borowska Zantyr Sztum                                            | 5102 pkt.    | Zofia Blicharska AZS AWF Warszawa             | 4950 pkt.   | Paulina Rześniowiecka AZS KU Politechniki Opolskiej | 4873 pkt.   |